# 張鳳翀 (正德進士)
張鳳翀（1486年—？），字文彩，雲南臨安府寧州人，民籍，明朝政治人物。

## 生平
正德十六年（1521年）辛巳科第三甲第一百六十八名進士。曾官直隸丹陽縣知縣，擢監察御史。

## 家族
曾祖父張珤，贈監察御史；祖父張海，贈正義大夫資治尹；父親張西銘，曾任監察御史。母孫氏（封孺人）；繼母馬氏。慈侍下。兄鳳羽（歲贡生）。弟鳳翧